# 漢陽兵工學校
漢陽兵工專門學校（簡稱「漢陽兵工學校」）是中華民國北洋政府在漢陽創設的專門軍事學校，也是今日國防大學理工學院在1917年－1926年間的前身。

## 歷史
- 1917年（民國六年）北洋政府陸軍部在設備最新的漢陽兵工廠，附設「兵工學校」招考小學、初一幼童，半天上課，半天工廠實習[1][2][3][4][5][6][7][8][9][10]。招辦三期，後因經費短絀，於1922年停辦。1924年，又呈准續辦於湖北漢陽，仿照日本帝國大學，設立造兵（製造兵器）[11]和製藥（製造火藥）[12]兩科，招考高中畢業生，四年畢業，分發各兵工廠任工程師[13][14][5]。1926年，改名為「國民政府兵工專門學校」[13][15]。

- 1949年元月，奉命遷校於台灣花蓮。[5]（適國共淮海战役時，由滬遷台時，部份教授、校友因故滯留上海。1953年徵用「哈爾濱醫科大學」全部校舍，成立「軍事工程學院」。[5]）

- 1951年花蓮大地震，學校損失慘重，乃奉令在臺北市龍門里新生南路新建校舍，1952年（民國41年）秋，全部遷入。[13][9]

- 1962年9月，「兵工學校」校院分制，「兵工工程學院」分編成為「陸軍理工學院」，直屬於陸軍總部，除原有四個系之外，另增加土木工程、工業工程及物理三個學系，並以新生南路三段原校舍為該院院址；初級技術人員訓練班、兵工勤務班、化學兵專修班及軍械人員訓練班等，隨「兵工學校」（今「陸軍後勤學校」）遷往臺北市中正區信義路一段。[13][6]

- 1966年10月，乃改隸國防部[16]，並晉名為「中正理工學院」，勘定桃園大漢溪畔中正嶺為新校址；同年秋，成立航空工程學系。[13]

## 引用
1. ↑  火器堂 （页面存档备份，存于） - 漢陽兵工廠
2. ↑  岳廬小棧﹝岳廿兩同學會﹞ 》 百寶箱 》兵工百年滄桑史話
3. ↑  雷穎：兵工學校要求嚴格 通過千錘百鍊 （页面存档备份，存于）-榮民文化網，行政院國軍退除役官兵輔導委員會，訪談時間：2006年08月02日
4. ↑   《美軍顧問團在臺工作口述歷史》-《雷穎將軍訪談》，（作者：鄧克雄，臺北： 國防部史政編譯室），民國97年初版，ISBN 9789860137828
5. 1 2 3 4  岳廬小棧﹝岳廿兩同學會﹞ 》 百寶箱 》 兵工工程教育，芝加哥時報，Oct 21,2005，鍾煥成
6. 1 2  今臺北市大安區龍門里- 歷史，近瑠公圳
7. ↑  今陸軍後勤學校- 沿革
8. ↑  「兵工學校的創始和演變」、「抗日戰中兵工廠全盛時代」，世界日報，文 / 陳葭元（民國26年班畢），2004年11月14日
9. 1 2  今台北市龍安國小附近行政院人才培訓中心的附近 （页面存档备份，存于）, 財團法人黎明文化事業基金會
10. ↑  《材料也神奇:科技學者許樹恩的一生傳奇》，作者：許樹恩/著，出版社：秀威資訊，出版日期：2004年08月13日，ISBN 9867614399
11. ↑  沿革簡介 - 動力及系統工程學系 （页面存档备份，存于），國防大學理工學院
12. ↑  沿革簡介 - 化學及材料工程學系 （页面存档备份，存于），國防大學理工學院
13. 1 2 3 4 5  新生手冊 （页面存档备份，存于） - 中正理工學院 - 學員生大隊- 國防大學，2008年09月1日
14. ↑  岳廬小棧﹝岳廿兩同學會﹞ 》 百寶箱 》兵工百年滄桑史話
15. ↑  工學部大维館 （页面存档备份，存于） - 俞大维
16. ↑  遵奉  蔣公指示：「將全國三軍理、工有關學校合併遷在一處面積較大之地區內施教，俾使更為經濟有效並能加速發展進步。」